# Ходика-Кобизевич Федір Федорович
Ходи́ка-Кобизе́вич Фе́дір Фе́дорович або Майстер Федір Кобизевич на прізвисько Ходика (бл. 1550, Город Мозир, Велике князівство Литовське — 1625, Город Київ, Корона Польська, Річ Посполита) — один з Магістрів (Майстрів, Старшин) Майстерні або Магістрату Київського часів Речі Посполитої, війт Києва в 1613–1618 та 1621–1625 роках.

## Біографія
Походив зі шляхетського татарського роду Ходик-Кобизевичів. Після смерті батька, мозирського боярина Федора Ходики, 1579 року приїхав до Києва.
У 1593 році отримав від брата Василя торговельні справи та місце магістратського райці (вищий чиновник магістрату). Після Берестейської унії 1596 року очолив лави її київських прибічників. Багато років виборював посаду міського війта, але не міг її домогтися, поки не помер його конкурент Яцько Балика. Навіть тоді більшість міщан була проти Ходики-Кобизевича, але його кандидатуру підтримав воєвода Станіслав Жолкевський.
Ходика-Кобизевич приділяв велику увагу київському замку. Він підтримав закон про утримання Київського замку коштом міста і багато займався підвищенням його обороноздатності (зокрема за розпорядженням Станіслава Жолкевського зрив вершину Уздихальниці, щоб з неї не можна було обстрілювати замкове подвір'я). А от від ремонту православної церкви Успіння Богородиці війт, який співчував уніатам, усунувся.
Відчуваючи ворожість більшості міщан та райців, у 1618 році Ходика-Кобизевич відмовився від посади війта, але 1619 року значиться як війт, якого разом з радцями делегували до нового київського воєводи Томаша Замойського. З останнім було укладено угоду, за якою міщани звільнялися від
підводної служби. Також Ходика разом з бурмістром Созоном Баликою і радцями домігся передачі королем Сигізмундом III гори Щекавицю, долини Кудрявця і Юркового ставка під юрисдикцію київського магистрату. Втім у 1620 році втратив посаду війта.
1621 року в черговий раз обирається війтом. Це посилило його віру у свої керівні здібності, які він, зрештою, переоцінив: коли на початку 1625 року війт почав опечатувати православні церкви, його схопили розлючені міщани та козаки і втопили у Дніпрі біля Трипілля.

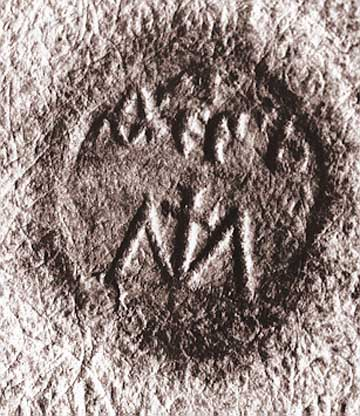
Печатка Федора Ходики-Кобизевича